# Ursula Klenk
Ursula Klenk (* 21. November 1943 in Dresden) ist eine deutsche Linguistin.

## Leben
Nach dem Studium (1963–1970) der Romanistik und Semitistik, der Promotion 1970 an der Universität Göttingen und der Habilitation 1986 in Romanischer Sprachwissenschaft (spez. Linguistische Datenverarbeitung) wurde sie 1991 außerplanmäßige Professorin und 1994 Hochschuldozentin auf Lebenszeit.
Ihre Forschungsschwerpunkte sind formale Grammatiken für romanische Sprachen und Unifikations-Grammatiken, insbesondere Head-driven Phrase Structure Grammar.

## Schriften (Auswahl)
- La Leyenda de Yusuf. Ein Aljamiadotext. Edition und Glossar. Tübingen 1972, ISBN 3-484-52039-6.
- Formale Sprachen. Mit Anwendungen auf die Beschreibung natürlicher Sprachen. Tübingen 1980, ISBN 3-484-50163-4.
- (Hrsg.): Strukturen und Verfahren in der maschinellen Sprachverarbeitung. Dudweiler 1985, ISBN 3-922441-46-7.
- mit Karl-Hermann Körner und Wolf Thümmel (Hg.): Variatio linguarum. Beiträge zu Sprachvergleich und Sprachentwicklung. Festschrift zum 60. Geburtstag von Gustav Ineichen. Stuttgart 1989, ISBN 3-515-05221-6.